# Afonso de Molina
Afonso de Molina (em castelhano: Alfonso de  Molina 1203—Salamanca, 6 de janeiro de 1272) foi infante de Castela como filho do rei Afonso IX e Berengária de Castela.
Na documentação aparece como "o infante, irmão do rei", e a primeira vez figura como Afonso de Molina foi em 5 de Agosto de 1252 confirmando um diploma do rei Afonso X como Afonso de Molina. O pai de sua primeira esposa, Gonçalo Peres de Lara, deserdou o seu filho mais velho, Pedro Gonçalves de Lara, chamado "o deserdado", e sua filha Mafalda Gonçalves de Lara, herdou o importante senhorio de Molina, possivelmente por seu casamento com o infante Afonso. Porem, Alfonso não aparece como senhor de Molina até 1243, após a morte de Mafalda.
Como militar participou na Reconquista de várias cidades aos árabes, nomeadamente na reconquista de Córdova em 1236, de Múrcia em 1242 e de Sevilha em 1248.

## Matrimónios e descendência

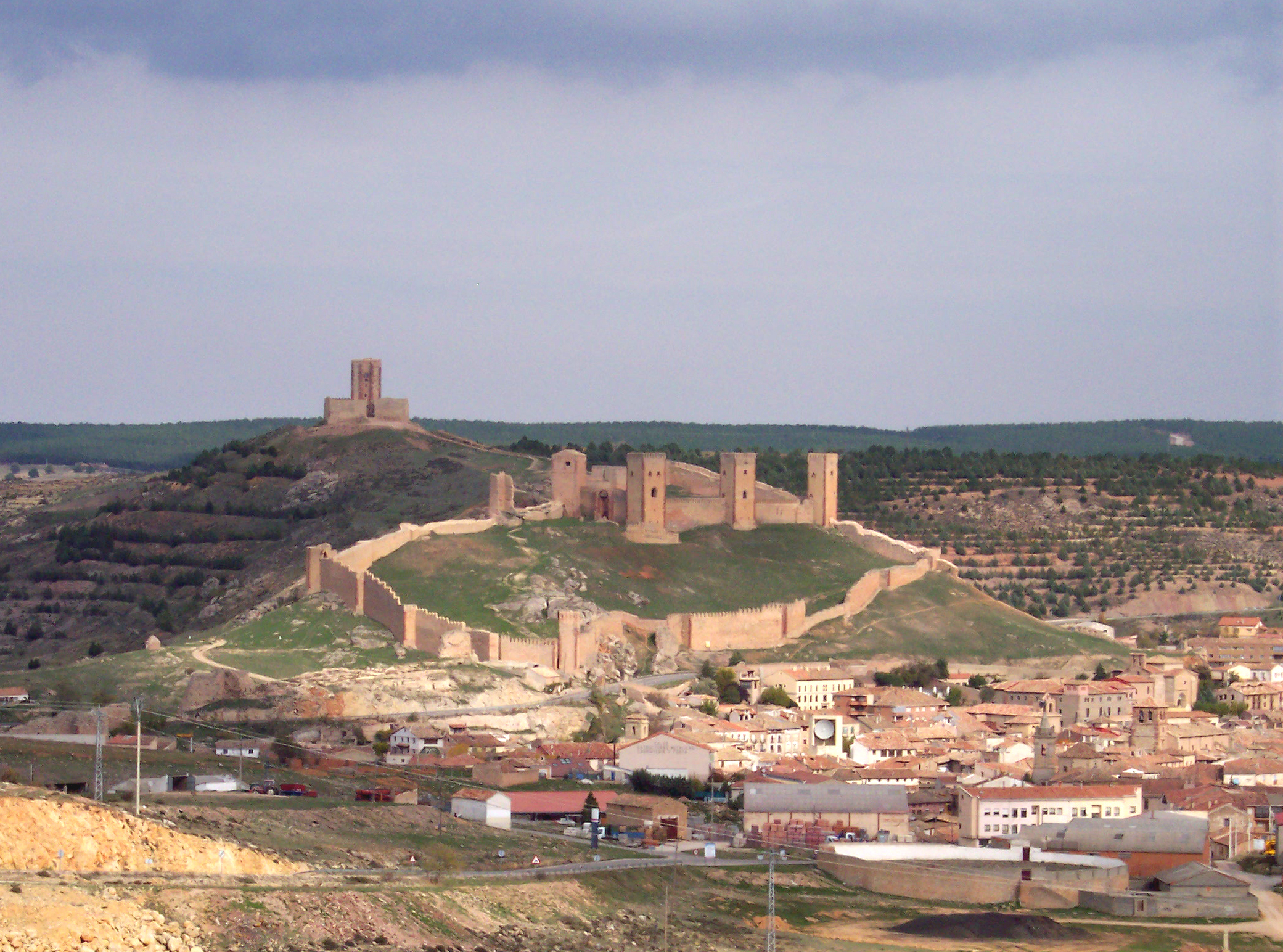
Castelo em Molina de Aragón

Casou por três vezes, a primeira com Mafalda Gonçalves de Lara , IV senhora de Molina, filha de Gonçalo Peres de Lara, III senhor de Molina e de Sancha Gomes de Trava, de quem teve:
- Fernando Afonso de Molina (1242-1250);
- Branca de Molina (c. 1243-1293), V senhora de Molina e Mesa casou com Afonso Fernandes "o Niño", filho fora de matrimónio do rei Afonso X. Afonso Fernandes foi Adelantado da Fronteira e morreu em 1281.[4]

O segundo casamento foi antes de setembro de 1244 com Teresa Gonçalves de Lara, filha de Gonçalo Nunes de Lara e de Maria Dias de Haro — filha de Diego Lopes II de Haro — de quem teve:
- Joana de Molina (c. 1245- depois de 1286) casou em 1269 Lope IV Dias de Haro, senhor da Biscaia.[2]

O terceiro casamento foi cerca de 1255 com  Maior Afonso de Meneses, VI senhora de Meneses e filha de Afonso Teles, de quem teve:
- Afonso de Molina, senhor de Meneses (1262-1314), VII senhor de Meneses. Desde 1272, confirma os privilégios reais como "Don Alfonso, filho do Infante D. Afonso de Molina".[2] Casou com Teresa Álvares das Asturias.[5]

- Maria de Molina (c. 1264-Valladolid, 1321),[2] senhora de Molina e Mesa casou com o rei Sancho IV O Bravo, e conhecida como Maria de Molina depois que o senhorio foi integrado na corona em 1293.[2]

Fora do casamento, com Teresa Fernandes de Bragança teve a:
- Berengária Fernandes (1230/1235-1272) casou com Gonçalo Ramires de Froilaz, sem descendência. Após, foi amante do rei Jaime I de quem teve um filho, Pedro Fernandes, senhor da baronia de Híjar (1268-1299).[6]

Também teve fora de casamento a:
- João Alonso de Molina, (antes de outubro de 1243),foi legitimado pelo papa Inocêncio IV em 14 de outubro de 1243;
- Urraca Afonso de Molina, casou com Garcia Gomez Carrillo;
- Leonor Alonso de Molina (n. 1230/1235)casou com Alonso Garcia de Villamayor, senhor de Villamayor de los Montes, Celada e Sisamón, filho de Garcia Fernandes de Villamayor e de sua esposa Mor Arias;
- Joana Afonso (n. 1266), em 1283, recebeu uma doação do rei  Afonso X.